# Dorin Costraș
Viorel Dorin Costraș (n. 19 iunie 1959, Oradea, România) este un fost jucător român de polo pe apă. El a concurat la  Jocurile Olimpice de vară din 1980. La Universiada din 1981 a obținut medalia de bronz cu echipa României.